# Linantha lunulata
Linantha lunulata är en manetart som beskrevs av Ernst Haeckel 1880. Linantha lunulata ingår i släktet Linantha och familjen Linuchidae. Inga underarter finns listade i Catalogue of Life.